# バレンティン・ウルサケ
バレンティン・ウルサケ（Valentin Ursache、1985年8月12日 - ）は、ルーマニアの元ラグビーユニオン選手。

## プロフィール
- ルーマニア・ターグネアムツ出身[1]。
- 現役時代のポジションはロック(LO)。
- 身長 193cm、体重 112kg
- 弟のアンドレイも元ラグビー選手(ルーマニア代表)。
- ルーマニア代表通算キャップ数は66でラグビーワールドカップ2007・ラグビーワールドカップ2011・ラグビーワールドカップ2015のルーマニア代表に選ばれた[2]。

## 略歴
CSAステアウア・ブクレシュティ、CSMシュティインツァ・バヤ・マーレ、ペイ・デクスRCを経て、2012年、オヨナに加入。
2022年、現役を引退した。